# Malina Suliman
Malina Suliman, née en 1990 à Kandahar, est une graffeuse reconnue, peintre et métallurgiste afghane,.

## Biographie

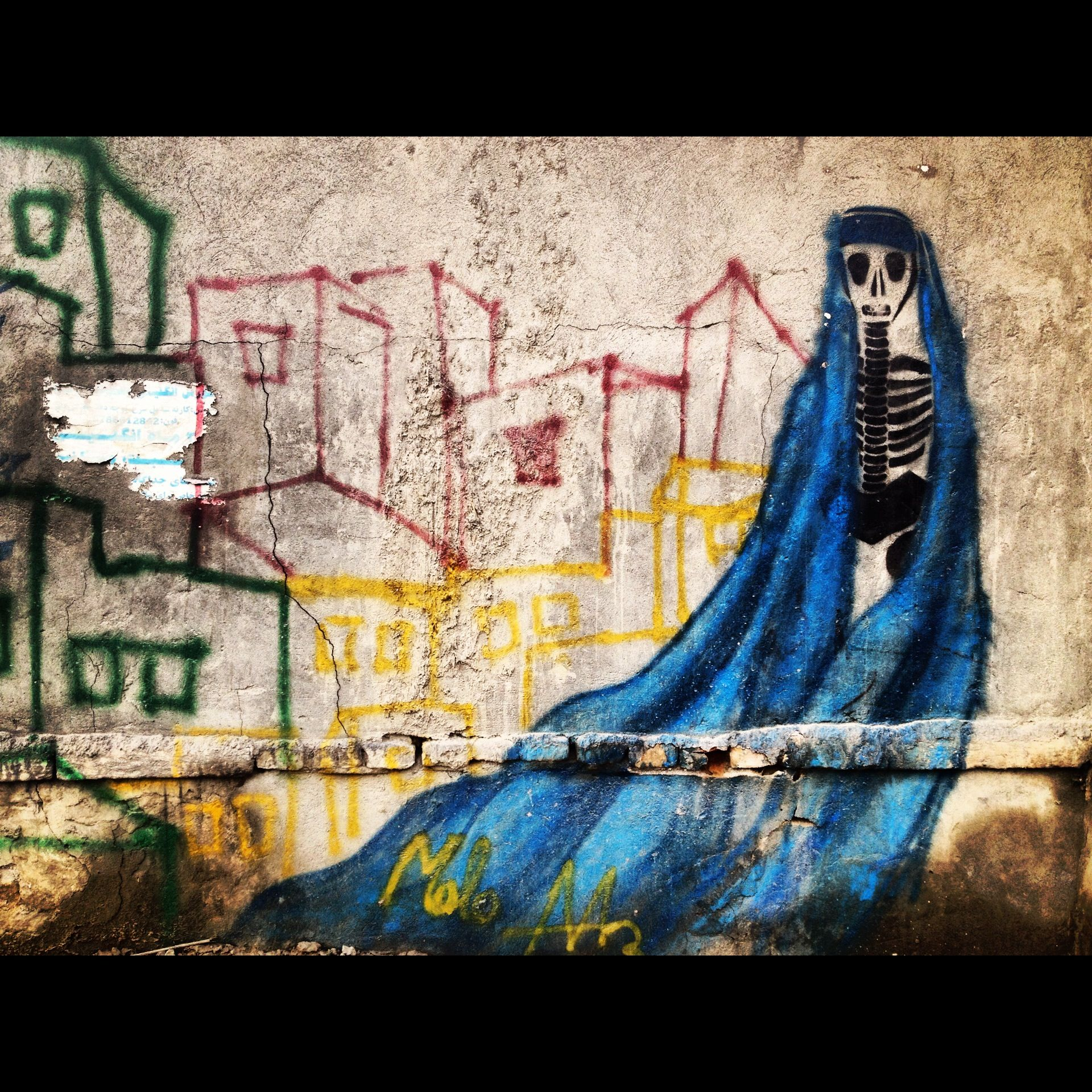
Squelette en burqa bleue

### Famille
Malina Suliman est née à Kandahar en 1990 et a grandi en Afghanistan. Dernière de sa fratrie, elle a cinq frères et trois sœurs .

### Formation
Elle étudie les beaux-arts au Conseil des arts de Karachi (en) (en ourdou : آرٹس کونسل آف پاکستان کراچی) où, selon le Kabul Art Projet, elle a obtenu son Bachelor of Fine Art en 2010. Puis elle rejoint l'association Berang Art où elle apprend l'art du graffiti. En Inde, elle suit les cours de l’école d'art de Sir Jamsetjee Jeejebhoy à Bombay. Elle intègre ensuite un MA au Dutch Art Institute d'Arnhem, aux Pays-Bas.

### Parcours
Son travail d'artiste est source d'embarras et entraîne des répercussions négatives pour sa famille. En 2010, cette dernière la somme de cesser ses études et de retourner au Kandahar. Elle y reste dix mois, pendant lesquels elle s'occupe de sa famille, avant de se tourner vers le street art et de travailler comme graffeuse. Après de multiples menaces, les talibans s’attaquent à sa famille, fracturant la jambe de son père. Elle émigre alors avec sa famille en Inde à Bombay, le temps que l'affaire se tasse. À leur retour, son père décide d'assigner Suliman à domicile. Elle vit ainsi pendant 15 mois avant de s'enfuir du pays. Elle vit depuis 2013 aux Pays-Bas.

## Œuvres

### Graffitis
Ayant appris l'art des graffitis à l'association Berang Art, Suliman fonde sa propre association locale au Kandahar : l'association des beaux-arts de Kandahar. Elle choisit le street art car ouvert à tous et toutes, contrairement aux expositions où le public est principalement constitué d'hommes. À travers ses œuvres elle questionne la politique et la culture de son pays ainsi que les droits des femmes.
Squelette en burqa bleue

Elle acquiert une notoriété internationale pour ses graffitis représentant un squelette portant une burqa bleue, un autoportrait renvoyant à la condition des femmes en Afghanistan. 
Men are using the burqa in the name of culture and religion to take freedom from women. Women are alive, they have their own wishes and desires, but all the time they have to sacrifice that. They are a kind of skeleton, which doesn’t have muscles. They’re just breathing, like a kind of puppet that barely exists. If women spoke for their rights, they were beaten by their husbands. So they don’t have a voice. They lose their voices and their wishes and their happiness.
Français : Les hommes utilisent la burqa au nom de la culture et de la religion pour enlever leur libertés aux femmes. Les femmes vivent, ont leurs propres désirs et souhaits, mais elles doivent tout le temps les sacrifier. Elles sont comme une sorte de squelette qui n'a pas de muscles. Elles respirent juste, comme des sortes de marionnettes qui existent à peine. Si les femmes parlaient pour évoquer leurs droits, elles étaient battues par leurs maris. Elles n'ont donc pas de voix. Elles perdent leur voix, leur souhaits et leur bonheur.